# Nieuw-Ginneken
Nieuw-Ginneken è stata una municipalità dei Paesi Bassi situata nella provincia del Brabante Settentrionale.
Istituita nel 1942, il suo territorio deriva dalla divisione dell'ex-municipalità di Ginneken en Bavel una cui parte venne assegnata al comune di Breda e un'altra andò a formare la nuova municipalità. Soppressa il 1º gennaio 1997, il suo territorio è stato suddiviso tra i comuni di Alphen-Chaam e Breda.